# Mali Iž
Mali Iž falu Horvátországban Zára megyében. Közigazgatásilag Zárához tartozik.

## Fekvése
Zárától légvonalban 12 km-re délnyugatra, az Iž-sziget délkeleti felén, az északkeleti parton három dombon fekszik, amelyek egyúttal településrészeit is képezik. Ezek Mućel (a latin "monticellusi" – hegyes hely kifejezésből), Makovac és Porovac. Iž szigete a zárai szigetvilágban Dugi Otok és Ugljan között fekszik, melyektől keletről a Srednji-csatorna, nyugatról az Iži-csatorna választja el. A sziget területe 17,59 km2, legmagasabb pontja a 168 méter magas Korinjak. A településnek két öble és kikötője van Komoševa és Knež. Mindkettő, akárcsak a közeli Knežak-sziget neve a latin „comes” (gróf) főnévből ered. A fő kikötő Komoševa.

## Története
A régészeti leletek tanúsága szerint Iž szigete már a történelem előtti időkben is lakott volt. Ezt erősíti az a bronz szekerce, amelyet hatvan éve a Knež-öbölben találtak. A szigeten a rézkor, a vaskor, a római kor és az óhorvát kultúra nyomai is megtalálhatók. Első ismert lakói az illírek voltak. Illír erődítmény maradványai találhatók Veli Ižtől keletre és délre fekvő Opaćac és Košljin nevű magaslatokon. A rómaiak emlékét elsősorban a latin eredetű földrajzi nevek (Mućel, Bršanj, Šipnata, Rivanj) őrizték meg. Első írásos említése Bíborbanszületett Konstantin bizánci császár a 10. században a birodalom kormányzásáról írott művében szerepel „Ez” alakban. Később „Issa”, „Iso”, „Eso” (olasz), „Esium” (latin), „Již”, „Iž” formában tűnik fel a korabeli forrásokban. A középkorban és később is zárai nemesi családok és gazdag városi polgárok (a Benja, a Fanfonja családok és mások) birtoka volt. Ižen birtoka és temploma volt az ugljani Szent Mihály bencés kolostornak és a zárai Szűz Mária bencés kolostornak is. Egyházi források Ižt már a 13. században említik, de valószínűleg ennél már sokkal előbb is állt itt település. Az egyházi krónikában 1344-ben olvashatjuk, hogy “Cossovich de insula Ecci” eladja a záraiaknak „de Zavatis” földjét “in dicta insula puncta Barsane” (a szigetnek mai Mali Ižhez tartozó Bršanj nevű helyén). Régen Mali Iž települést Južnje selo, Malo selo, Južni Iž (Eso Sciorocal) néven is említették.
1527-ben 137 lakost számláltak a településen, ez a szám 1608-ra 92-re esett vissza. 1759-ben már ismét 189 lakosa volt. Plébániája 1737-ben lett önállóvá, addig Veli Ižhez tartozott. Az ižiek régen elsősorban kitűnő halászokként és tengerészekként voltak ismertek. A szigeten több hajótulajdonos élt. A hajózás a 15. és a 19. században élte virágkorát, majd a 20. századra, elsősorban a gőzhajózás gyors fejlődése miatt teljesen lehanyatlott. Ekkor az ižiek közül sokan a gőzhajókra szegődtek el tengerészeknek. Az első világháború idején több mint 350 iži szolgált tengerészként szerte a világon a hajókon. A másik fő megélhetési forrás a halászat volt. A II. világháború előtt 46 halászhajón még több mint 300 mali iži halász dolgozott. Mára a halászat lényegében megszűnt mint megélhetési forrás. A településnek 1857-ben 404, 1910-ben 971 lakosa volt. Az első világháborút követően előbb a Szerb-Horvát-Szlovén Királyság, majd Jugoszlávia része lett. Nem felejthető a falu történetében 1942. július 26., amikor fegyveres felkelés tört ki a megszálló olasz csapatok ellen. A harcokban majd a koncentrációs táborokban 204 mali iži pusztult el. A plébánia feljegyzései szerint a megszállók több mint 700 lakost internáltak a Molat-szigetre és Olaszországba. Ezen kívül 83 lakóházat gyújtottak fel, miután kirabolták őket. Lakossága különösen az 1970-es években csökkent jelentősen, amikor a fiatalok közül sokan a nagyobb ipari városokba, Zárára és Fiumére költöztek, míg mások a könnyebb kenyérkereset reményében az Egyesült Államokba, Kanadába és Ausztráliába vándoroltak ki. A háború után még négy tanító tanított az iskolában, amelyet húsz év múltán be kellett zárni, mert nem maradt tanuló. 1996-ban átadták a forgalomnak a Veli- és Mali Iž közötti új utat és a “Bršanj” kompkikötőt. A falunak 2011-ben 215 lakosa volt.

## Lakosság

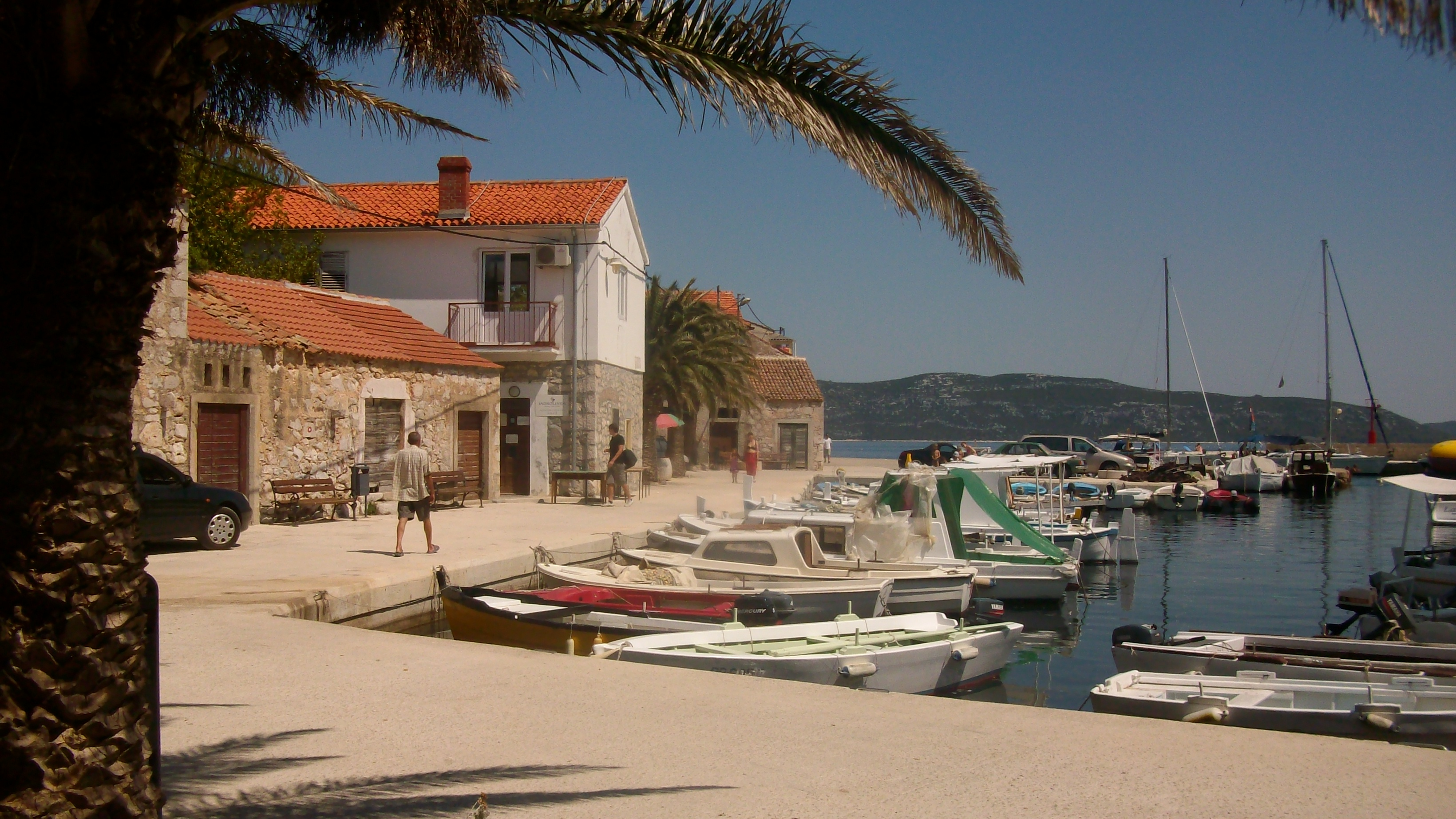
Mali Iž kikötője

| Lakosság változása | Lakosság változása | Lakosság változása | Lakosság változása | Lakosság változása | Lakosság változása | Lakosság változása | Lakosság változása | Lakosság változása | Lakosság változása | Lakosság változása | Lakosság változása | Lakosság változása | Lakosság változása | Lakosság változása | Lakosság változása |
| ------------------ | ------------------ | ------------------ | ------------------ | ------------------ | ------------------ | ------------------ | ------------------ | ------------------ | ------------------ | ------------------ | ------------------ | ------------------ | ------------------ | ------------------ | ------------------ |
| 1857               | 1869               | 1880               | 1890               | 1900               | 1910               | 1921               | 1931               | 1948               | 1953               | 1961               | 1971               | 1981               | 1991               | 2001               | 2011               |
| 404                | 488                | 607                | 702                | 811                | 971                | 1.006              | 1.079              | 861                | 810                | 617                | 454                | 212                | 189                | 147                | 215                |

## Nevezetességei
- A Komoševa-öböl feletti magaslaton található az óhorvát Szűz Mária templom a falu régi plébániatemploma.[6] A szakemberek szerint régi részei a horvát nemzeti királyok idején a 9. és 11. század között épült óhorvát építészeti stílusban. A templom eredetileg rotunda volt, félköríves apszissal, ma használaton kívül áll. Írott források már 1351-ben említik. A rotunda belső mérete és magassága egyaránt öt méter, falai 0,65 méter vastagok. Eredeti alakja nem maradt fenn teljes mértékben, de kétségkívül a sziget legrégibb szakrális építménye. A 17. században egy 17 méter hosszú hajóval és a bejárat feletti harangtoronnyal bővítették és a régi részben alakították ki a szentélyt. 1898-ban egy villámcsapás következtében keletkezett tűzvészben a hozzáépített részek leégtek. Felújítási munkálatai 2000-ben kezdődtek és máig is tartanak a Horvát Kulturális Minisztérium felügyelete alatt. A templomot régi temető és kőkerítés övezi.[2]
- A Nagyboldogasszony tiszteletére szentelt mai plébániatemploma 1902-ben épült Ćiril Iveković tervei szerint a régi templomtól délkeletre. 1902. június 27-én szentelte fel Mate Dujam Dvornik zárai érsek. 1961-ben renoválták amikor a régi mennyezetet cserélték ki, majd 1969-ben a hajó kapott új padlóburkolatot. 1992-ben a tetőt javították és villámhárítót tettek rá. Egyhajós épület három márvány oltárral. A negyedik, szembemiséző oltárt 1969-ben állították. A főoltáron a Szűzanya fából faragott szobra látható. A két mellékoltár Jézus Szentséges Szíve és a Lourdes-i Szűzanya tiszteletére van szentelve, mindkét oltáron fából faragott szobor áll. A templomnak két kő szenteltvíz tartója, kő keresztelő medencéje, kórusa és kincstára van. Nagyon értékes az a gótikus kereszt, amelyen glagolita betűkkel az "INRI" felirat látható és amely ma Zárában az egyházi műkincsek állandó kiállításán látható. A templomban hét glagolita betűs misekönyvet és breviáriumot őriznek.[2]
- A Makovac nevű településrészen a Kožičić-Benja család birtokán a kétemeletes, védőtornyokkal megerősített udvarház[7] az ún. „Turan” mellett áll a Szent Anna kápolna. Oltárképén Szent Anna és lánya a kis Szűz Mária látható. Homlokzata felett harangtorony áll.